# Сирія
Сирія (араб. سُورِيَا) — держава на Близькому Сході, на узбережжі Середземного моря (берегова лінія 173 км), що межує з Ліваном (356 км) та Ізраїлем (74 км) на південному заході, з Йорданією (356 км) на півдні, з Іраком (596 км) на сході і з Туреччиною (845 км) на півночі. Територія країни дорівнює 185,2 тис. км² (Голанські висоти — близько 1170 км², з 1967 року окуповані Ізраїлем).
Станом на 2012 рік населення країни становило 22,5 млн осіб. Близько 74 % сирійців — суніти, проте в країні живуть значні громади різних течій шиїтів (13 %), з них  — алавітів (7-8 %), шиїтів-дводесятників (імамітів), ісмаїлітів-низаритів і різних напрямків християнства (10 %) та друзів (3 %). Державна мова — арабська. У 1963—2024 роках республіка перебувала під управлінням партії «Баас». Сучасна державність Сирії налічує трохи більше 60 років, але цивілізація зародилася тут ще в 4-му тисячолітті до нашої ери. Столиця Сирії — Дамаск, одне з найдавніших стало заселених міст світу. З 15 березня 2011 по 8 грудня 2024 року тривала громадянська війна. 9 жовтня 2019 року Туреччина розпочала військову інтервенцію на північному сході Сирії.

## Етимологія
Назва Сирія походить від давньогрецької назви: Σύριοι, Sýrioi або Σύροι, Sýroi, що зрештою походить від назви Ассирії (яка своєю чергою пов'язана з аккадським містом Ашшур) або прямо, або через посередництво лувійської мови («Sura/i»). Історична Ассирія розміщена в північній Месопотамії, однак за часів Селевкідів цю назву поширили також на територію Леванту (історичний Арам). Саме цю місцевість — на східному узбережжі Середземного моря на південь від Кілікії, між Єгиптом і Месопотамією, що включає Коммагену, Софену і Адіабену — Пліній Старший описує як «колишню Ассирію». За часів Плінія (на момент завершення його праці «Природнича історія») Сирія вже була розділена на ряд провінцій (підлеглих Римській імперії, але політично незалежних одна від одної): Юдею, пізніше, в 135 році перейменовану на «Палестину» (області, що відповідають сучасному Ізраїлю, палестинським територіям і Йорданії) на південному заході, Фінікію (сучасний Ліван), Месопотамію та Келесирію.

## Географія країни

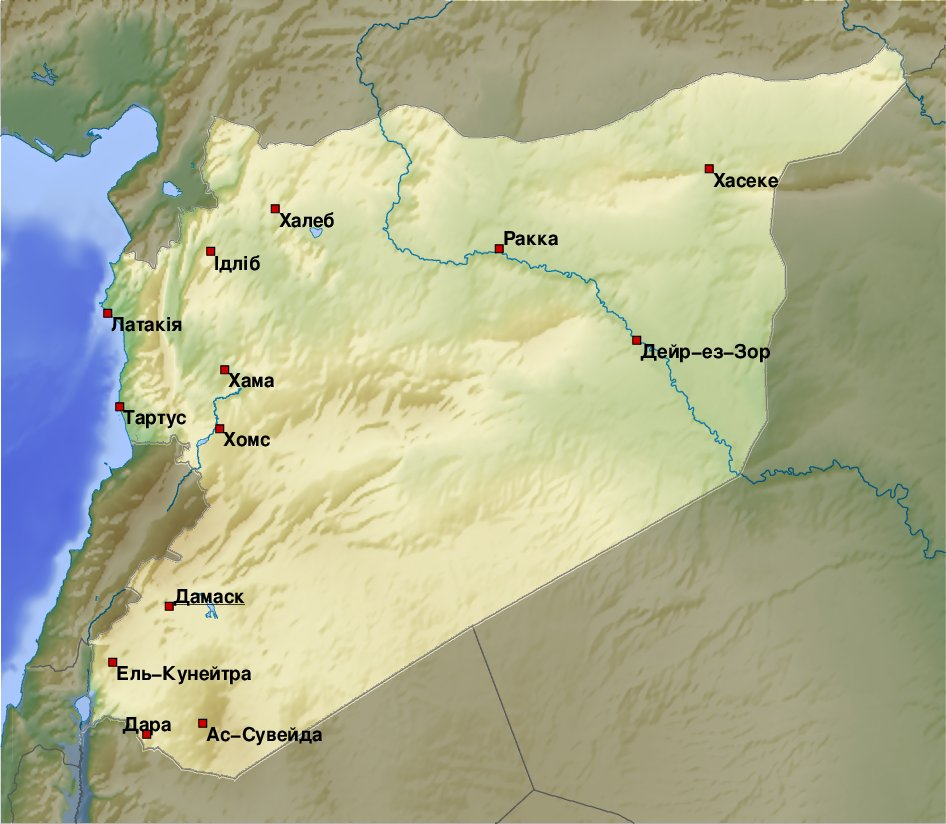
Рельєф Сирії

Межує з такими країнами: Ліваном, Ізраїлем, Йорданією, Іраком і Туреччиною. Загальна протяжність кордонів — 2414 км. Площа держави — 185 180 км² (88-те місце в світі). Територія держави неоднорідна. Північно-західні, прикордонні з Туреччиною території займають відроги Таврських гір. Прибережна зона є рифтовою, з простягнутою паралельно до узбережжя западиною Аль-Габбу, по якій протікає друга за величиною річка Сирії Оронт. З боку узбережжя тягнеться гірський ланцюг Джабаль-ан-Нісаірія, розділяючи країну на вологу західну частину і посушливу східну. Родюча прибережна рівнина на північному заході Сирії (простягається на 130 км з півночі на південь вздовж берега Середземного моря від турецького до ліванського кордону). В цій місцевості зосереджено майже все сільське господарство країни. Найвища точка Сирії — гора Джабаль Аль-Шейх, яка згадується в Біблії як гора Гермон. На південь від гір лежить Сирійська пустеля — Бадіят Ашшам.
На сході Сирію перетинає Євфрат. 1973 року у верхній течії річки була побудована дамба, що стало причиною утворення водосховища, названого Озером Асада. У районах вздовж течії Євфрату поширене сільське господарство. На крайньому північному сході протягом 44 км по кордону з Туреччиною протікає друга головна річка Близького Сходу — Тигр.
Клімат загалом посушливий: літо сухе і спекотне, а зима м'яка (на високогір'ях іноді випадає сніг). Середньорічна кількість опадів не перевищує 100 мм. Середня температура в січні +7,2 °С, у липні +26,6 °С.
Нафту в комерційних кількостях було вперше виявлено на північному сході в 1956 році.

## Історія

### Давня історія
Приблизно з 10 000 р. до н. е. Сирія була одним із центрів неолітичної культури (відомої як докерамічний неоліт A), де вперше почали з'являтися землеробство та скотарство. Епоха неоліту (докерамічний неоліт В) представлена прямокутними будинками мурейбетської культури. За часів докерамічного неоліту люди використовували посуд з каменю, гіпсу та паленого вапна (Vaisselle blanche). Відкриття інструментів з обсидіану в Анатолії є свідченням ранньої торгівлі. Стародавні міста Хамукар і Емар відігравали важливу роль у пізньому неоліті та в епоху бронзи. Археологи продемонстрували, що цивілізація Сирії була однією з найдавніших на землі, можливо, їй передувала лише цивілізація Месопотамії.

### Османська Сирія

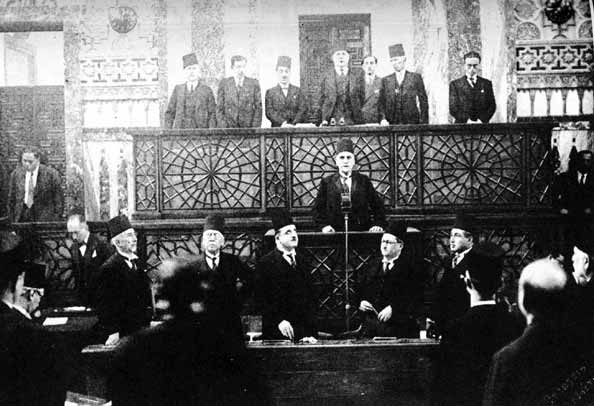
Інавгурація президента Аль-Атассі, 1936.

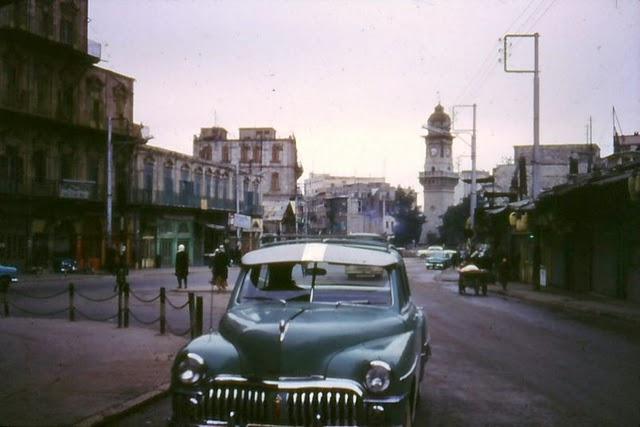
Алеппо в 1961 році

1918 — Арабські війська під командуванням еміра Фейсала з підтримкою британських військ захопили Дамаск, ознаменувавши закінчення 400-річного османського панування.
1919 — емір Фейсал підтримав право арабів на самоврядування на Версальській мирній конференції після поразки Німеччини та Османської імперії в Першій світовій війні.

### Французький мандат

Адміністративний поділ Сирії у часи французького мандату, розроблений на основі культурних та релігійних критеріїв

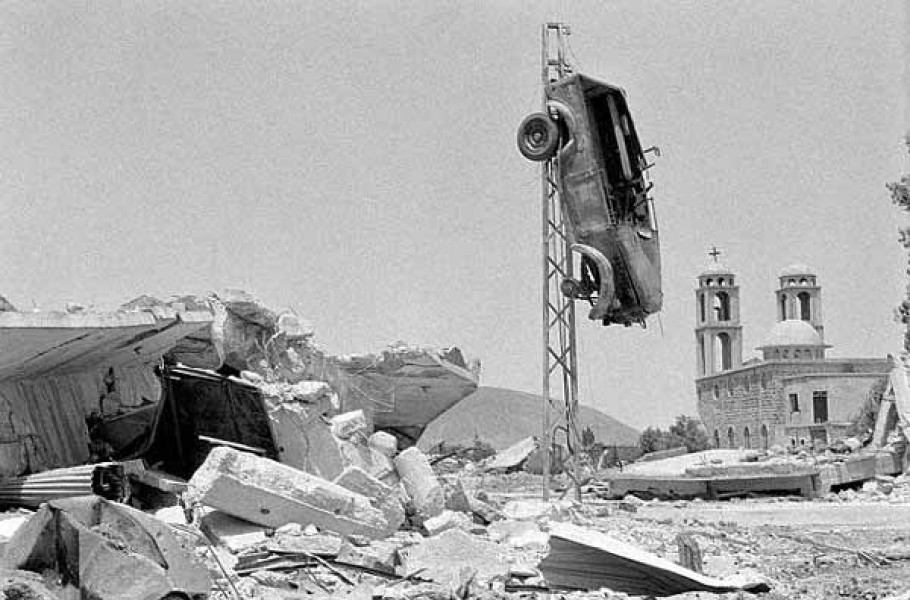
Ель-Кунейтра, зруйнована Ізраїлем у 1974 році

1920 — Національний Конгрес оголосив еміра Фейсала королем Сирії «в її природних межах» від гір Таурус в Туреччині до Синайської пустелі в Єгипті.
1920 — Сирія та Ліван перейшли під французьке підданство.
1920 — Франція проголосила нову державу — Великий Ліван.
1925—1926 — націоналістична агітація проти французького панування перетворилася на загальнонародне повстання.

### Друга Сирійська республіка
1940 — Друга світова війна: Сирія перебувала під контролем держав Осі після капітуляції Франції перед німецькими збройними силами.
1941 — британські і французькі війська окупували Сирію. Генерал де Голль обіцяв покінчити з французьким мандатом.
1945 — протест з приводу повільних темпів виходу французьких військ з країни.
1946 — останні французькі війська покинули Сирію. Проголошення незалежності Сирії.

### Об'єднана Арабська Республіка
1958 — Сирія та Єгипет об'єдналися в Об'єднану Арабську Республіку (ОАР). Президент Єгипту Гамаль Абдель Насер очолив нову державу.

### Баасистська Сирія
1961—1963 — Невдоволення єгипетським пануванням в ОАР спонукало групу сирійських офіцерів захопити владу в Дамаску і оголосити про розпуск союзної держави. Армійські офіцери захопили владу. До влади прийшов уряд баасистів, і Амін аль-Хафез став президентом.
1967 — ізраїльські війська захопили біля Сирії Голанські висоти й знищили більшу частину ВПС Сирії в Шестиденній війні з Єгиптом, Йорданією та Сирією.
1973 — Сирія і Єгипет вступили у війну з Ізраїлем, але виявилися не в змозі повернути Голанські висоти, захоплені в ході арабо-ізраїльської війни 1967 року.
1974 — Сирія та Ізраїль підписали угоду про перемир'я.
1980 — початок Ірано-іракської війни. Сирія підтримує Іран, згідно з традиційним суперництвом між лідерами партії Баас в Іраку та Сирії.
1991 — участь у війні в Перській затоці проти Іраку.
2003 — ізраїльський повітряний удар по табору палестинських бойовиків під Дамаском. Сирія назвала ці дії «військовою агресією».
2004 — не менше ніж 25 убитих в ході зіткнень між представниками курдської меншини, поліцією та арабами на північному сході.
2006 — тисячі людей втекли до Сирії, рятуючись від ізраїльсько-ліванської війни.
2011 — початок Громадянської війни в Сирії.
2012 — бомбардування Хомса стали, мабуть, одними з найкривавіших днів з моменту початку повстання.

### Перехідний уряд
28 листопада — 8 грудня 2024 — повстанці взяли Дамаск і Алеппо, втеча Ассада з Сирії.

## Політичний устрій

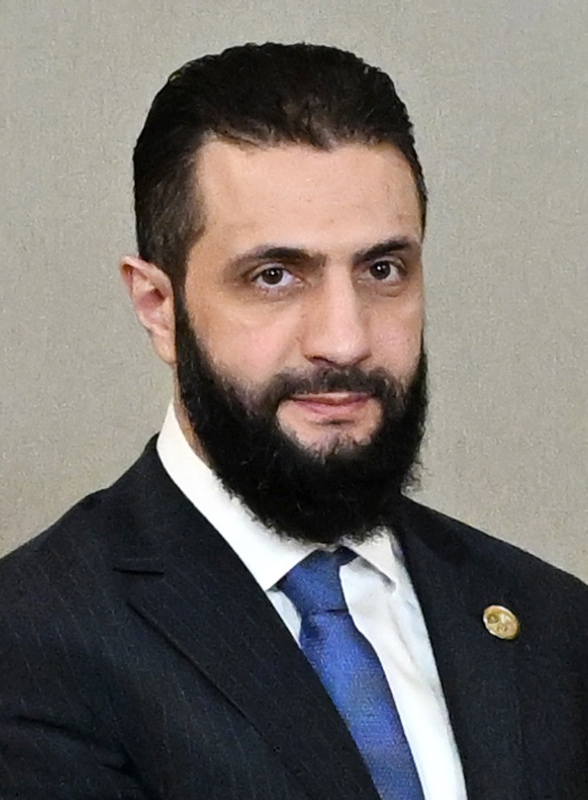
Ахмед аль-Шараа

Прем'єр-міністр країни — Мохаммед аль-Башир (перехідного уряду).
Результати виборів до парламенту Сирії 7 травня 2012 року (кількість отриманих мандатів):
- Національний прогрессивний фронт — 168 (провладний блок)
  - Арабська соціалістична партія Баас — 134
  - Соціалісти-юніоністи — 18
  - Комуністична партія Сирії (фракція Халіда Бакдаша) — 8
  - Комуністична партія Сирії (фракція Юсуфа Фейсала) — 3
  - Національна обітниця руху — 3
  - Арабський соціалістичний союз — 2
- Народний Фронт за зміни та звільнення — 5 (опозиційний блок)
  - Сирійська соціальна націоналістична партія — 4
  - Партія народної волі — 1
- Позапартійні — 77
- ВСЬОГО — 250

### Зовнішня політика

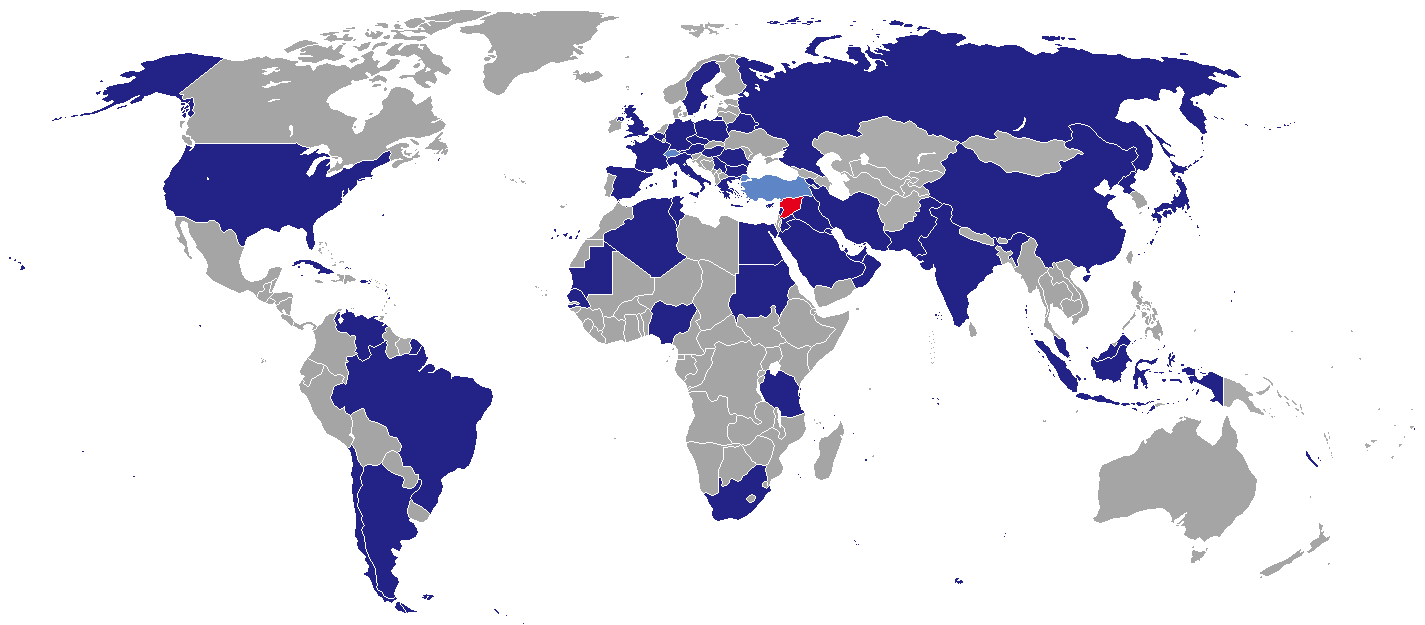
Дипломатичні місій Сирії

Забезпечення національної безпеки, підвищення впливу серед арабських сусідів і забезпечення повернення Голанських висот — основні цілі зовнішньої політики президента Башара аль-Асада. Через складні історичні моменти Сирія має напружені відносини зі своїми географічно культурними сусідами, такими як Туреччина, Ізраїль, Ірак і Ліван. Проте Сирія мала поліпшення відносин з кількома державами у своєму регіоні в 21-му столітті до Арабської весни та Громадянської війни в Сирії.
З триваючої громадянської війни 2011 р. і пов'язаних з нею вбивств і порушень прав людини, Сирія стала ізольованіша від країн регіону та міжнародного співтовариства в цілому. Дипломатичні відносини були розірвані з декількома країнами, включаючи: Велика Британія, Канада, Франція, Італія, Німеччина, Туніс, Єгипет, Лівія, США, Бельгія, Іспанія та країни Перської затоки.
Від Ліги арабських держав Сирія продовжує підтримувати дипломатичні відносини з Алжиром, Іраком, Ліваном, Суданом та Єменом. Насильство в Сирії проти цивільних осіб призвело до відсторонення держави з Ліги арабських держав і Організації Ісламського співробітництва в 2012 р. Сирія продовжує розвивати хороші відносини зі своїми традиційними союзниками — Іраном, Китаєм, Венесуелою та Росією, які є одними з небагатьох країн, які підтримали сирійський уряд в його конфлікті з сирійською опозицією.
Особливі відносини складаються у Сирії з Росією. Дамаск розглядає Російську Федерацію як свого військово-політичного та торговельно-економічного партнера. Розглядається можливість розміщення в середземноморському порту Тартус російської військово-морської бази. Традиційно Росія є постачальником озброєння та іншої продукції військового призначення до Сирії.
Сирія вважає провінцію Хатай Туреччини в рамках своєї власної території.
Ізраїль в односторонньому порядку анексував Голанські висоти в 1981 р., хоча сирійський уряд продовжує вимагати повернення цієї території.
Сирійська окупація Лівану почалася в 1976 р. в результаті громадянської війни і закінчилася в квітні 2006 р. у відповідь на внутрішній і зовнішній тиск після вбивства колишнього ліванського прем'єр-міністра Рафіка Харірі.

#### Європейська політика сусідства
Сирія входить в Європейську політику сусідства Європейського Союзу, що спрямована на те, щоб ЄС та його сусіди стали ближчими.
Станом на 2006 рік Сирія підписала Європейсько-середземноморську Барселонську декларацію. Географічно і політично вона входить в ЄПС, але конкретні відношення, необхідні для обговорення Плану дій ЄПС та надання дієвості політиці, не встановлені. Відносини ЄС і Сирії основані на Угоді про співробітництво 1977 р., яка в основному регламентує торгівлю. ЄС і Сирія провели переговори про проект Угоди про асоціативне членство, що по вмісту схожа на інші угоди ЄС із середземноморськими партнерами, але її умови більш просунуті в таких областях, як боротьба з тероризмом і розповсюдженням зброї, сільськогосподарські тарифи, технічні торгові бар'єри, торгівля послугами, державні закупівлі, права на інтелектуальну власність і урегулювання торгових суперечок. У жовтні 2004 р. угода була парафована, але залишалась непідписаною. На 2006 рік ЄС сприяє Сирії в створенні установ, що складають основу політичних, соціальних і економічних реформ; допомагає ініціативам, що сприяють формуванню більш відкритого суспільства і заохочує інфраструктурні проекти, які здійснюються в співробітництві з ЄІБ. Стратегічні задачі ЄС у відношенні з Сирією: сприяння політичній відкритості і лібералізації економіки.
На 2006 рік Сирійсько-європейський бізнес-центр є однією із програм, що фінансується на кошти ЄС. Він створений в 1996 р. з метою допомоги розвитку сирійської економіки, а також малих і середніх підприємств (МСП). За 10 років центр надав підтримку близько 3500 компаніям і навчив 2500 менеджерів.

### Права людини

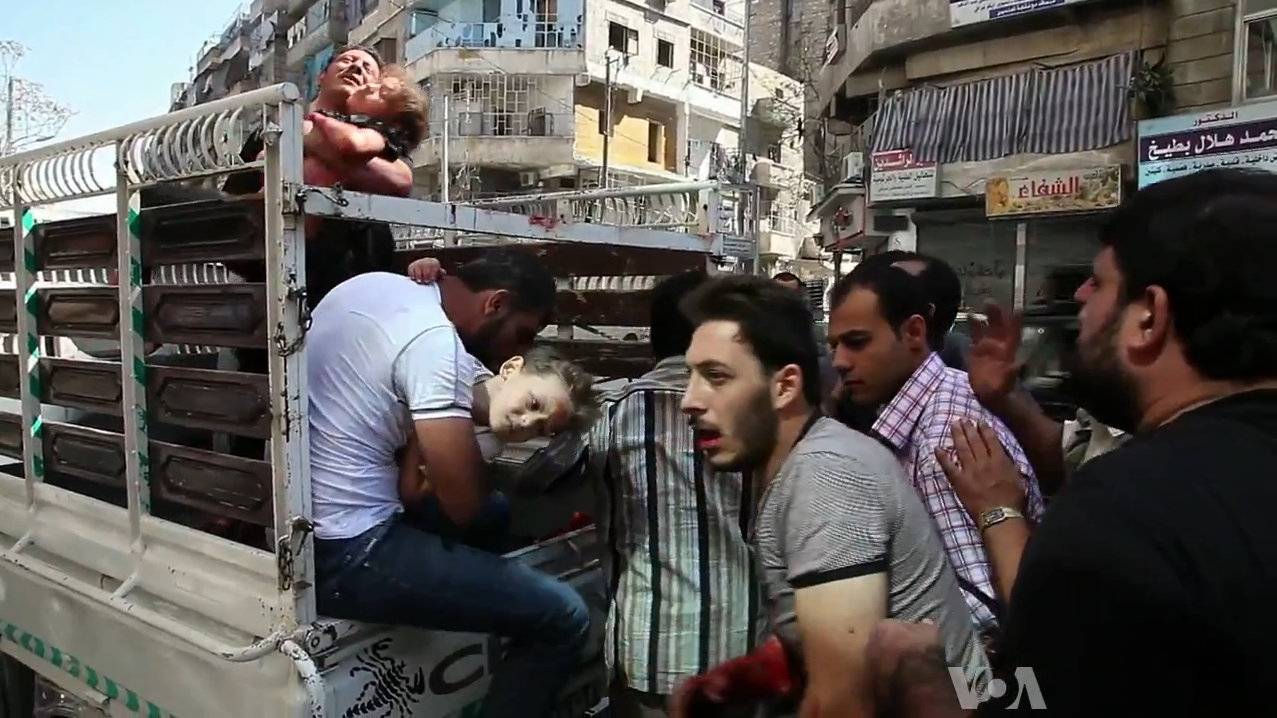
Поранені мирні жителі прибувають до лікарні в Алеппо. Жовтень 2012 року.

Ситуація з правами людини в Сирії вже давно викликає серйозне занепокоєння серед незалежних організацій, таких як Human Rights Watch, яка в 2010 році назвала ситуацію в країні «одною з найгірших у світі». Звіт Freedom House 2011 оцінив Сирію як «невільну державу» у своєму щорічному опитуванні Freedom in the World.
У серпні 2013 року уряд Сирії запідозрили у застосуванні хімічної зброї проти мирного населення. Держсекретар США Джон Керрі заявив про «незаперечне» використання хімічної зброї в країні та те, що сили президента Башара Асада вчинили «моральну непристойність» проти власного народу.

## Економіка

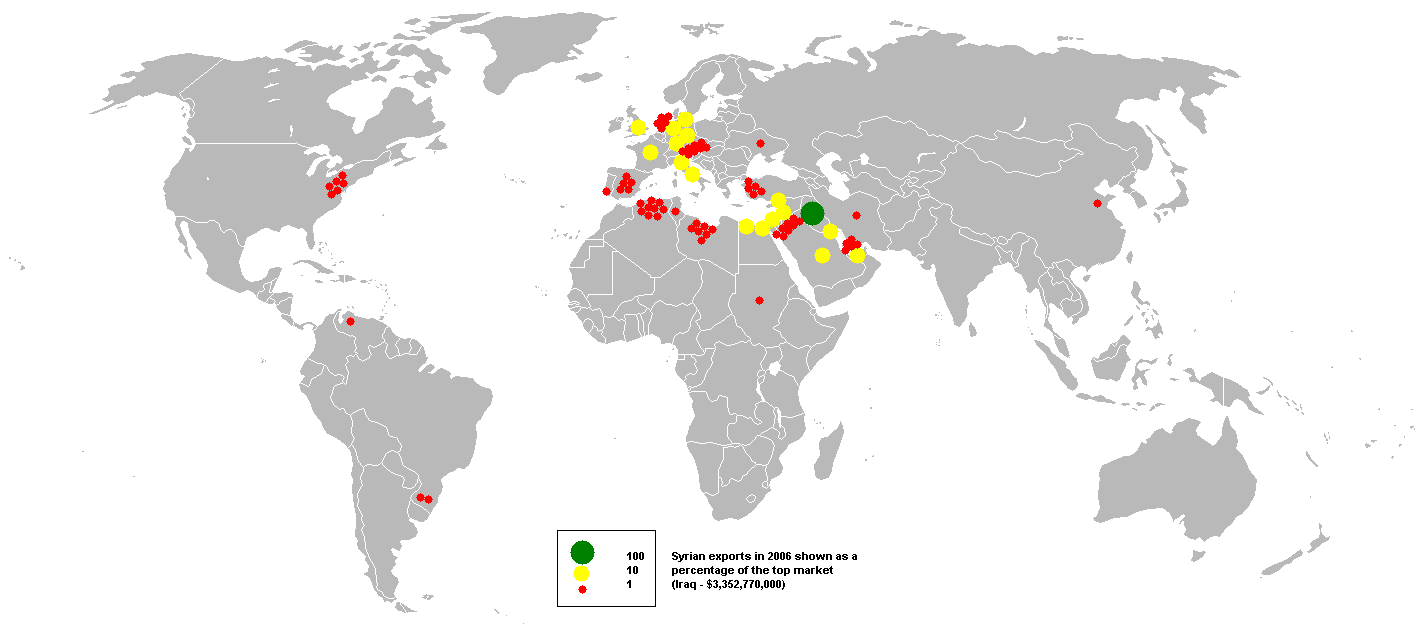
Сирійський експорт у 2006 р.

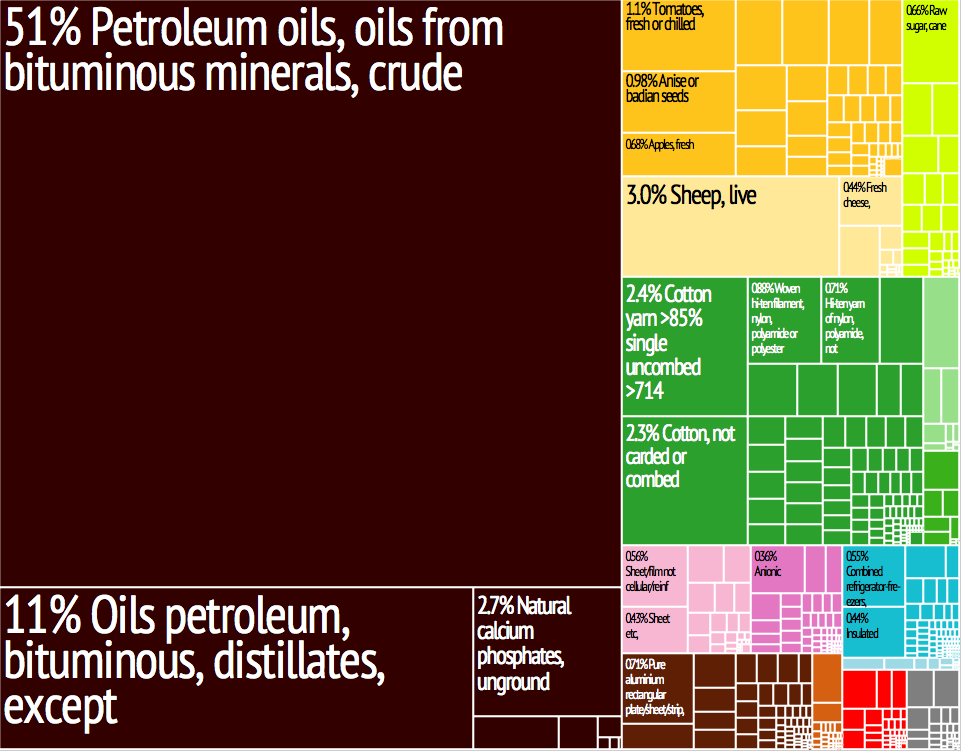
Структура сирійського експорту у 2011 р.

За оцінкою на 2011 р. номінальний валовий внутрішній продукт Сирії становив $64,7 млрд (66-67 місце в світі). ВВП на душу населення у 2011 р. — $5100 (106—114 місце), і за класифікацією Світового банку Сирія є країною з доходами нижче середньосвітового рівня. Внаслідок громадянської війни, у 2012 р. був зафіксований економічнний спад на рівні 14-20 % від показника 2011 р, а очікуваний обсяг валового продукту на душу населення зменшився з $5100 до $4260.
У сільському господарстві Сирії у 2011 р. було зайнято приблизно 17 % робочої сили і створювалося близько 16,9 % ВВП. У промисловості було зайнято 16 % робочої сили та створювалося 27,4 % ВВП. Найбільшим за кількістю зайнятих та економічним внеском сектором була сфера послуг — тут були зайняті 67 % самодіяльного населення та створювалося 55,7 % доданої вартості.
Серйозною проблемою є високий рівень безробіття, який у 2011 р. становив 12,3 % працездатного населення (2010 р. — 8,4 %), пов'язаний з уповільненням темпів зростання сирійської економіки після 2008 року, як наслідок падіння світових цін на нафту та нафтопродукти. У 2012 р. безробіття зросло до 18 % працездатного населення.
Бюджет Сирії у 2011 р. (оцінка).
- Доходи — $11,69 млрд
- Видатки — $17,87 млрд

### Зовнішня торгівля
Експорт: $12,66 млрд (2011, оцінка) — нафта та нафтопродукти (бл. 40 % загальної вартості експорту), бавовна, одяг, зернові, фосфати, тютюн, м'ясо
Основні країни-імпортери сирійської продукції (2012, оцінка):
- Ірак — 55,9 %
- Саудівська Аравія — 9,3 %
- Кувейт — 6,1 %
- Об'єднані Арабські Емірати — 5,3 %
- Ліван — 4,2 %

Імпорт: $13,81 млрд (2011, оцінка) — машини, транспортне та електротехнічне обладнання, продукція сільського господарства, метали та металопродукти, продукція хімічної промисловості
Основні країни-експортери продукції до Сирії (2012, оцінка):
- Саудівська Аравія — 21,2 %
- Об'єднані Арабські Емірати — 10,4 %
- Іран — 7,7 %
- Китай — 7,0 %
- Ірак — 6,3 %
- Україна — 6,3 %
- Єгипет — 4,3 %

## Населення

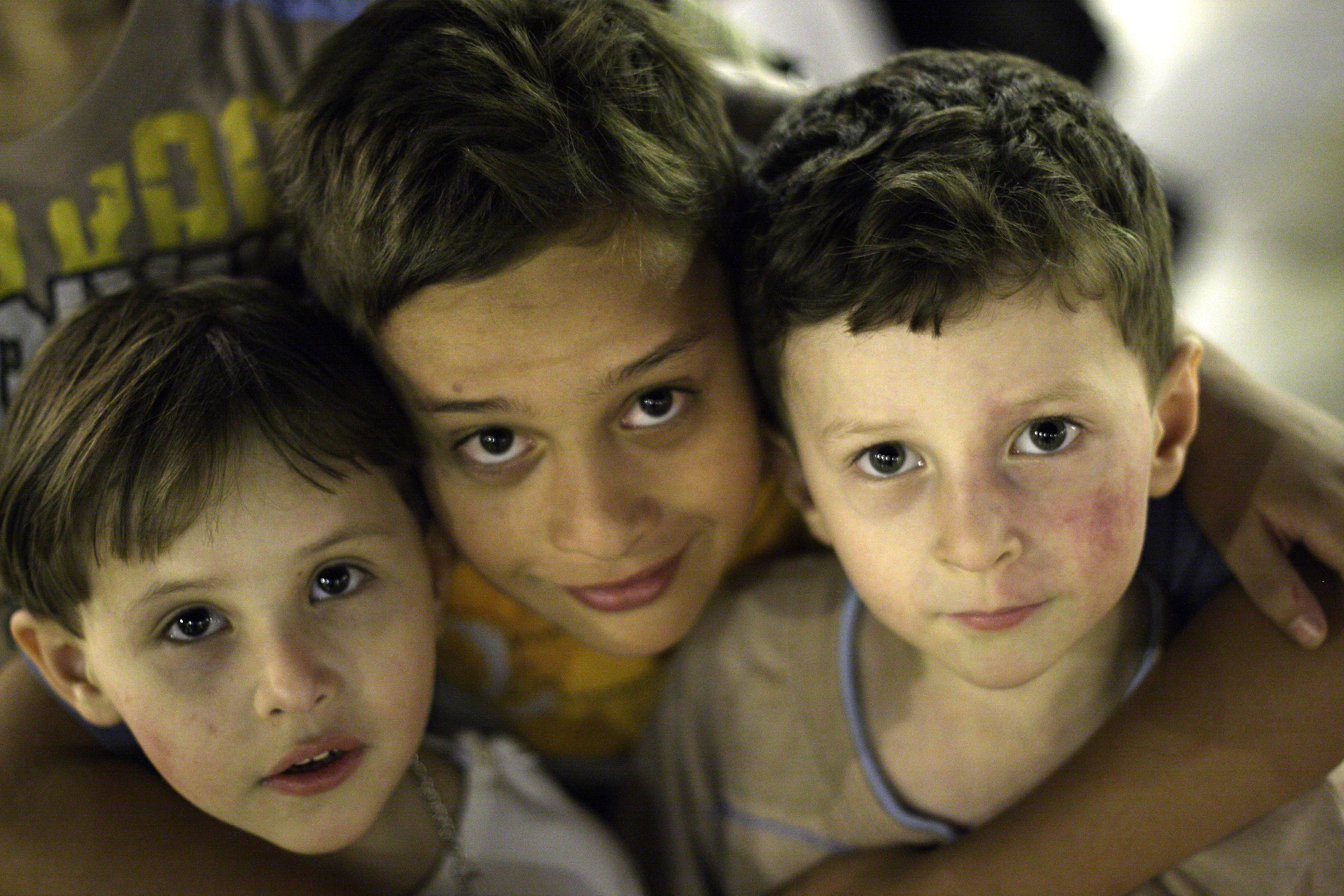
Діти в Алеппо

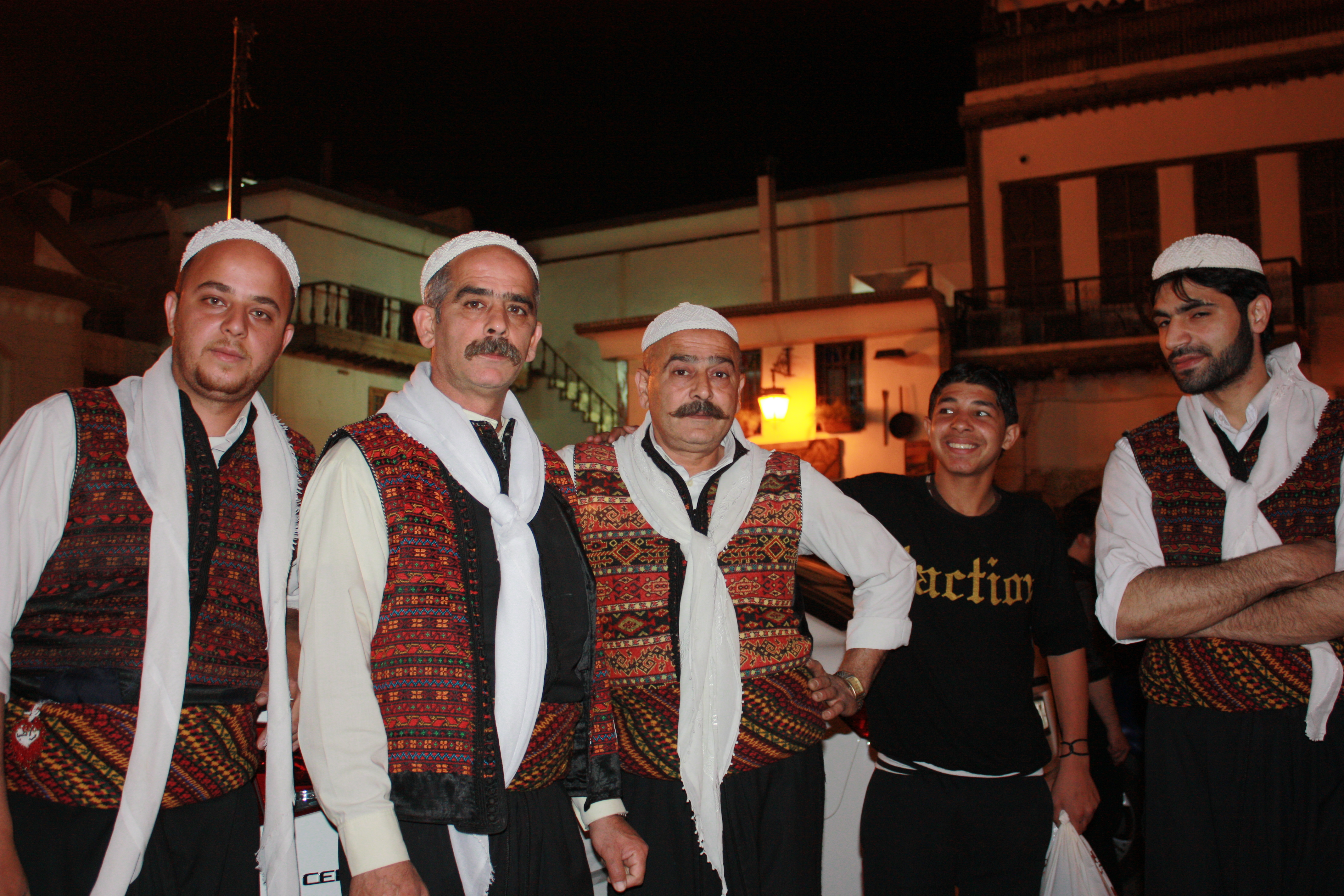
Чоловіки у традиційному одязі, Дамаск.

### Динаміка чисельності
Історична динаміка чисельності населення Сирії
| рік  | населення  |
| 1950 | 3 413 000  |
| 1955 | 3 922 000  |
| 1960 | 4 593 000  |
| 1965 | 5 398 000  |
| 1970 | 6 379 000  |
| 1975 | 7 564 000  |
| 1980 | 8 956 000  |
| 1985 | 10 667 000 |
| 1990 | 12 452 000 |
| 1995 | 14 338 000 |
| 2000 | 16 371 000 |
| 2005 | 18 167 000 |
| 2010 | 21 533 000 |

2020 17 500 658
1. Етнічні групи

- Араби — 87,5 — 88 %
- Курди — 9.15 %
- Ассирійці 2.2 %
- Вірмени — 0,5-0,7 %
- Черкеси — 0,2-0,5 %

### Релігійний склад населення
Релігійний склад населення Сирії на початку XXI ст. (оцінка):
- Мусульмани-сунніти — 74 %
- Мусульмани-шиїти, ісмаїліти, алавіти — 13 %
- Християни — 10 %
- Друзи — 3 %

Релігійний склад населення Сирії за переписом 1943 р.:
- Мусульмани-сунніти — 1 971 053 — 68,9 %
- Християни — 403 036 — 14,1 %
- Алавіти — 325 311 — 11,4 %
- Друзи — 87 184 — 3,0 %
- Юдеї — 29 770 — 1,0 %
- Ісмаїліти — 28 527 — 1,0 %
- Мусульмани-шиїти — 12 742 — 0,4 %
- Єзиди — 2 788 — 0,1 %

## Адміністративний поділ
Сирія поділяється на 14 провінцій (араб. мухафаза, у мн. числі — мухафазат), глави яких призначаються міністром внутрішніх справ після затвердження кабінету міністрів. У кожній провінції вибирається місцевий парламент. Провінція Кунейтра окупована Ізраїлем з 1973 році й анексована ним у 1981-му, частина провінції (демілітаризована зона) перебуває під керуванням ООН.
На 2007 рік у Сирії налічувалося 84 великих міста і 6432 інших населених пунктів (маленьких міст і сіл).

## Пам'ятки
Незважаючи на те, що Сирія є порівняно невеликою країною, на її території знаходиться безліч унікальних пам'яток різних культур і епох, що дають можливість туристові зробити своєрідну подорож у часі.

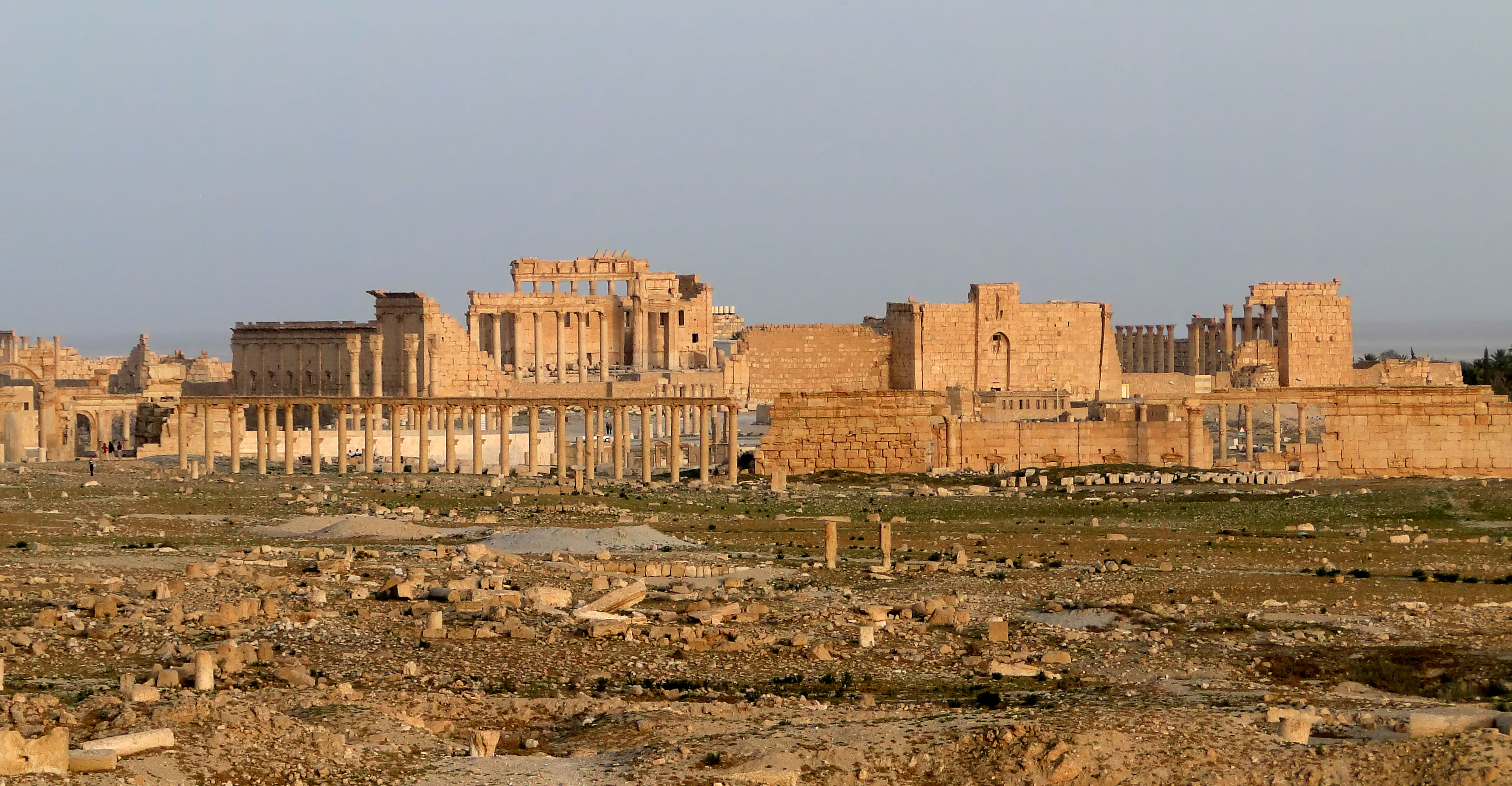
Пальміра

Столиця Сирії Дамаск є одним із найдавніших міст світу, а його історична частина є унікальною пам'яткою містобудування з безліччю найважливіших культурно-історичних об'єктів. Головним серед них є базиліка св. Захарія, в якій зберігається рака Івана Хрестителя.
В античному місті Бусра збереглися міські вулиці та найбільший на Близькому Сході театр. Місто Апамея може похвалитися однією з найдовших головних вулиць з колонадою, а місто Канаваті — руїнами храму Геліоса. Взагалі у Сирії налічується величезна кількість пам'яток стародавньої історії й античного часу: руїни арамейського міста Айн Дара, руїни фінікійського міста Амрит, руїни античного міста Дура Еуропос, руїни античного Філіпопполіса, а також місто Марі (столиця стародавнього месопотамської держави) та місто Ебла (столиця держави-сучасника Аккада й Шумеру). Крім того, багато історичних пам'ятників збереглося в найдавніших містах Халябі, Хама, Алеппо, Угарит і Харбака. А місто Пальміра колись було головним суперником Риму на Сході. Зараз воно славиться на весь світ такими спорудами як комплекс храму Бела, храм Баалшаміна, Велика колоннада, Долина гробниць тощо. Не меншу зацікавленість викликають і мертві візантійські міста, якими рясніє Сирія.
Також на території країни є досить велика кількість пам'яток історії християнства. У Дамаску головними з них вважаються Пряма вулиця, вежа Баб Кисан, підземна церква св. Ананія та базиліка св. Захарія. Крім цього, по всій країні розкидано безліч перших християнських монастирів: св. Такла, св. Сергія, св. Симеона та ін. Серед інших християнських пам'яток варто відзначити собор св. Сергія, базиліку Кальб Лозі, церкву Каніса Умм Зуннар і «печеру першої крові» Макам Арбаін.
Серед пам'яток ісламського періоду найбільшу популярність здобули мечеть Омеядів і палац Каср аль-Азем у Дамаску.

## Охорона здоров'я
У 2014 році у співпраці з ВООЗ проведено аналіз медичних ресурсів за програмою HeRAMS у 14 провінціях Сирії. Аналіз був повністю завершений в 2014 році. У липні — серпні 2015 року провели повторний аналіз медичних ресурсів 9 провінцій Сирії. Незважаючи на військові дії в цій країні, було оцінено 254 заклади охорони здоров'я. У країні залишилося лише 45 % довоєнної кількості медичних працівників. У деяких регіонах виїхало 75 %. Нормальне водопостачання є лише у половині закладів охорони здоров'я. Більше 60 % закладів змінили розміщення. З них 12,4 % розміщуються у школах.

## Сирійсько-українські зв'язки
З часів Київської Русі існують зв'язки між православними церквами на територіях України та Сирії. Частина України та Сирія одночасно перебували у складі Османської імперії. У 1916 році представники українського та сирійського національних рухів зустрілися на Третій конференції народів в Лозанні, організованій Союзом народів. У другій половині XX століття зв'язки між країнами були пов'язані у першу чергу з допомогою, яку СРСР надавав баасистській Сирії. Дипломатичні відносини між Україною і
Сирією були встановлені 31 березня 1992 р. Звернення сирійських активістів до українців після початку російської агресії проти України висвітлювалися в українських ЗМІ.
2003 року Сирія була однією з багатьох країн, котрі вшанували пам'ять жертв Голодомору.
29 червня 2022 року в односторонньому порядку було розірвано дипломатичні стосунки між Україною та Сирією після визнання з боку останньої квазідержавних сепаратиських утворень ДНР та ЛНР того ж дня. Дипломатичні відносини були відновлені після падіння режиму Асада.